# Vandegrift Automobile Company
Vandegrift Automobile Company war ein US-amerikanischer Hersteller von Automobilen.

## Unternehmensgeschichte
Henry G. Morris und Pedro G. Salom hatten bereits zwischen 1894 und 1897 in ihrem Unternehmen Morris & Salom in Philadelphia in Pennsylvania Kraftfahrzeuge hergestellt. 1906 unternahmen sie einen zweiten Versuch. Dazu gründeten sie im Sommer 1906 ein neues Unternehmen in der gleichen Stadt. Sie begannen mit der Produktion von Automobilen. Der Markenname lautete Autocycle. Ende 1907 endete die Produktion.

## Fahrzeuge
Das einzige Modell hatte eine unübliche Radanordnung. Das einzelne Vorderrad wurde gelenkt, das einzelne Hinterrad wurde angetrieben, während zwei kleinere Räder in Fahrzeugmitte der Balance dienen sollten. Ein luftgekühlter Zweizylindermotor mit 6 PS Leistung trieb über Riemen das Hinterrad an. Der Radstand betrug 191 cm und das Leergewicht 172 kg.